# Langues en Syrie
La langue officielle de la Syrie est l'arabe standard moderne, qui est la langue de l'enseignement mais la grande majorité des Syriens parlent l'arabe levantin septentrional, une variante dialectale, également utilisée au Liban, en Palestine et dans une moindre mesure, en Irak et en Jordanie.
L'accès à Internet est assez limité en Syrie, et concerne surtout des notables, l'élite, ou des personnes liées au régime de Bachar El-Assad.
De nombreux Syriens instruits parlent l’anglais, le russe, et le français, mais le premier est plus largement compris.
L’arménien, le kurde, le tcherkesse et le turkmène sont aussi parlés dans le pays par les minorités nationales.
L’araméen (la langue biblique, celle de Jésus-Christ) à travers le néo-araméen occidental au nord de Damas et le turoyo en particulier dans le Djézireh.
Le turc est encore parlé en seconde langue, surtout pour des raisons historiques, au nord, vers la frontière turque, et à Alep : le nombre de locuteurs est inconnu, du fait de relations difficiles de la Syrie avec son voisin turc, pour des raisons politiques et aussi en raison de son passé dans l'empire ottoman. Il y a des contentieux aussi en ce qui concerne la région du Sandjak d'Alexandrette (hui Iskanderun), annexé par la Turquie en 1939 et qui comprend encore aujourd'hui une majorité d'arabes.
Une langue importante autrefois parlée, le grec a disparu depuis les années 1950 mais reste toujours historique, étant celle de l'empire byzantin et son héritage se retrouve à travers les chrétiens grecs orthodoxes.
La langue kurde est parlée par plus de trois millions de personnes. De 1932 à 1945, il y avait trois revues kurdes publiées en langue kurde à Damas, par Jaladat Badir Khan, Hawar, en 1932, Ronahi, en 1941 et la revue Stere, en 1943 (Damas).
Du fait de liens importants avec la Russie, le russe est parlé en seconde langue par 15 000 à 20 000 personnes. Il existe une diaspora de plus de 10000 Syriens en Russie. Du fait de l'alliance avec le gouvernement de Bachar el-Assad avec la Fédération russe, depuis le début de la guerre contre l'opposition syrienne en 2011, elle semble devenue la seconde langue apprise après l'anglais.  Elle est enseignée à l'université et dans certains lycées, où 250 000 lycéens et étudiants l'apprenaient en 2018, tout comme le mandarin, parlé cependant dans une moindre mesure, mais une langue quand même de plus en plus choisie à l'université, notamment du fait d'échanges importants avec la Chine. Le farsi (ou persan) et l'allemand sont également enseignés.
Finalement, les francophones sont estimés entre 3 000 et 4 500 locuteurs, surtout en seconde langue avec les chrétiens, la bourgeoisie et l'élite du pays étant ceux qui le parlent le plus.

## Alphabétisation
Le taux d'alphabétisation serait en 2010 de 77 % selon l'UNESCO.